# منطقة الجنيه الإسترليني

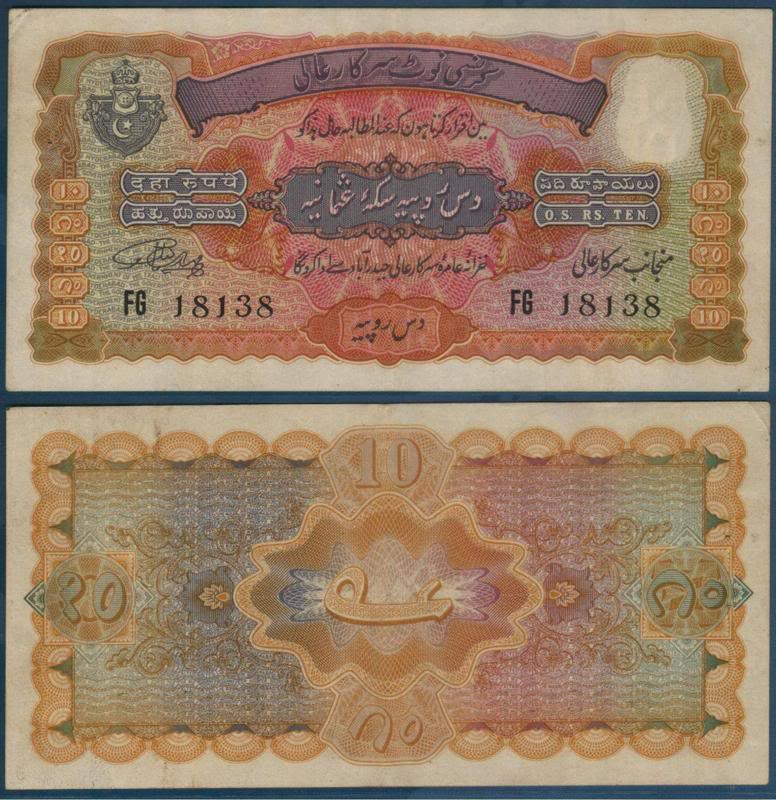
كانت الروبية الهندية إحدى العملات في منطقة الجنيه الإسترليني.

منطقة الجنيه الاسترليني (أو كتلة الجنيه الاسترليني، الأراضي المجدولة قانونًا) هي مجموعة من البلدان التي إما ربطت عملاتها بالجنيه الإسترليني، أو استخدمت الجنيه الإسترليني عملةً خاصةً بها.

## تاريخ
بدأت المنطقة في الظهور بشكل غير رسمي خلال أوائل ثلاثينيات القرن الماضي، بعد أن ترك الجنيه معيار الذهب في عام 1931، مما أدى إلى ربط عدد من عملات الدول التي كانت تؤدي تاريخياً قدرًا كبيرًا من تجارتها بالجنيه الإسترليني. كان عدد كبير من هذه الدول جزءًا من الإمبراطورية البريطانية.ولدت المنطقة أثناء اندلاع الحرب العالمية الثانية. كان مقياسًا طارئًا للتعاون في التحكم في التبادل بين مجموعة من البلدان، معظمها أقاليم أو مستعمرات الإمبراطورية البريطانية (باستثناء هونغ كونغ). في حالة استخدام الدول الأعضاء لعملاتها الوطنية، كان لديها احتياطيات كبيرة من الجنيه الاسترليني في لندن لإجراء تجارتها الدولية. كان الغرض من منطقة الاسترليني هو حماية قيمة الجنيه الاسترليني والتجارة في الإمبراطورية.

## قائمة الدول الأعضاء
- عدن
- السودان
- أستراليا (تركتها في 1967)
- باهاماس
- البحرين
- بنغلاديش
- باربادوس
- باسوتولاند (ليسوتو)
- برمودا
- بوتسوانا
- British Antarctic Territory
- غيانا البريطانية (غويانا)
- هندوراس البريطانية (بليز)
- هونغ كونغ
- إقليم المحيط الهندي البريطاني
- جزر سليمان البريطانية
- الصومال البريطاني (تركتها في 1964)
- جزر العذراء البريطانية
- بروناي
- ميانمار (تركتها في 1966)
- جزر كايمان
- سريلانكا (سريلانكا)
- قبرص
- مصر (تركتها في 1947)[4]
- Falkland Islands
- فيجي
- غامبيا
- غانا
- جبل طارق
- Gilbert and Ellice Islands (كيريباتي وتوفالو)
- آيسلندا
- جمهورية أيرلندا (حتى 30 مارس 1979)
- الهند (تشمل سيكيم)
- العراق (تركتها في 1959)
- جامايكا
- الأردن
- كينيا
- الكويت
- جزر ليوارد (تشمل أنغويلا، أنتيغوا وباربودا، مونتسرات وسانت كيتس (سانت كيتس ونيفيس))
- ليبيا (طردت في 1971)
- مالاوي
- ماليزيا
- المالديف
- مالطا
- موريشيوس
- سلطنة مسقط وعمان (سلطنة عمان)
- ناورو
- نيوزيلندا (تشمل جزر كوك، نييوي وتوكيلاو)
- نيجيريا
- الانتداب البريطاني على فلسطين (الانسحاب في عام 1948، بعد إنشاء دولة إسرائيل[5]

>)
- باكستان
- بابوا غينيا الجديدة
- جزر بيتكيرن
- قطر
- رودسيا (زيمبابوي) (طردت في 1965)
- Saint Helena (تشمل جزيرة أسينشين وتريستان دا كونا)
- سيشل
- سيراليون
- سنغافورة
- جنوب أفريقيا
- جنوب غرب أفريقيا (ناميبيا)
- إسواتيني
- تنجانيقا
- تونغا
- ترينيداد وتوباغو
- إمارات الساحل المتصالح (الإمارات العربية المتحدة)
- جزر توركس وكايكوس
- أوغندا
- المملكة المتحدة، جيرزي، غيرنزي وجزيرة مان
- ساموا
- جزر أنتيل ويندوارد (تضمدومينيكا، غرينادا، سانت لوسيا، وسانت فينسنت والغرينادين)
- زامبيا
- زنجبار